# OKB
OKB är en förkortning för Opytnoje Konstruktorskoje Bjuro (ryska: Опытное конструкторское бюро, ”Experimentell Konstruktionsbyrå”). Dessa byråer utvecklade krigsmateriel för Sovjetiska krigsmakten under kalla kriget.
Konstruktionsbyråerna var statliga institutioner inriktade på utveckling, testning och produktframtagning. De hade verkstäder för framställning av prototyper, men inga produktionsanläggningar för serieproduktion. När en konstruktion var utprovad och godkänd flyttades projektet över till en statlig fabrik för serieproduktion. Konstruktionsbyråerna hade egna testanläggningar för utprovning och begränsad forskning, men var ofta, i synnerhet i början, beroende av statliga forskningscentra som TsAGI och NIIR för mer avancerad forskning.
Inledningsvis hade konstruktionsbyråerna inga namn utan betecknades bara med ett nummer. Inofficiellt användes ofta chefskonstruktörens namn som beteckning på byrån. Till exempel var Andrej Tupolev chef för OKB-156 som då kallades för OKB Tupolev. Senare tog den namnformen över även officiellt.
Efter Sovjetunionens fall ombildades konstruktionsbyråerna till Nautjno-Proizvodstvennoje Objedinenije (NPO, ryska: Научно-производственное объединение, ”Vetenskaplig produktions-organisation”). Många slogs också samman till större organisationer som United Aircraft Corporation och Almaz-Antej

## Lista över OKB:er
| KB-1    | Almaz                  | Robotvapen                  |
| OKB-1   | Korolev, idag Energija | Rymdfarkoster               |
| OKB-2   | Raduga                 | Robotvapen                  |
| OKB-3   | Bratuchin              | Helikoptrar                 |
| OKB-4   | Molnija                | Robotvapen                  |
| OKB-8   | Novator                | Robotvapen                  |
| OKB-23  | Mjasistsjev            | Bomb- och transportflygplan |
| OKB-24  | Mikulin                | Flygmotorer                 |
| OKB-26  | Klimov                 | Flygmotorer                 |
| OKB-39  | Iljusjin               | Flygplan                    |
| OKB-49  | Beriev                 | Transport- och sjöflygplan  |
| OKB-51  | Suchoj                 | Jakt- och attackflygplan    |
| OKB-52  | Masjinostrojenija      | Robotvapen                  |
| OKB-115 | Jakovlev               | Jakt- och attackflygplan    |
| OKB-134 | Vympel                 | Robotvapen                  |
| OKB-153 | Antonov                | Bomb- och transportflygplan |
| OKB-155 | Mikojan-Gurevitj       | Jaktflygplan                |
| OKB-156 | Tupolev                | Bomb- och transportflygplan |
| OKB-165 | Ljulka                 | Flygmotorer                 |
| OKB-300 | Tumanskij              | Flygmotorer                 |
| OKB-301 | Lavotjkin              | Jaktflygplan                |
| OKB-329 | Mil                    | Helikoptrar                 |
| OKB-586 | Juzjnoije              | Ballistiska robotar         |
| OKB-938 | Kamov                  | Helikoptrar                 |